# МТТ-тест

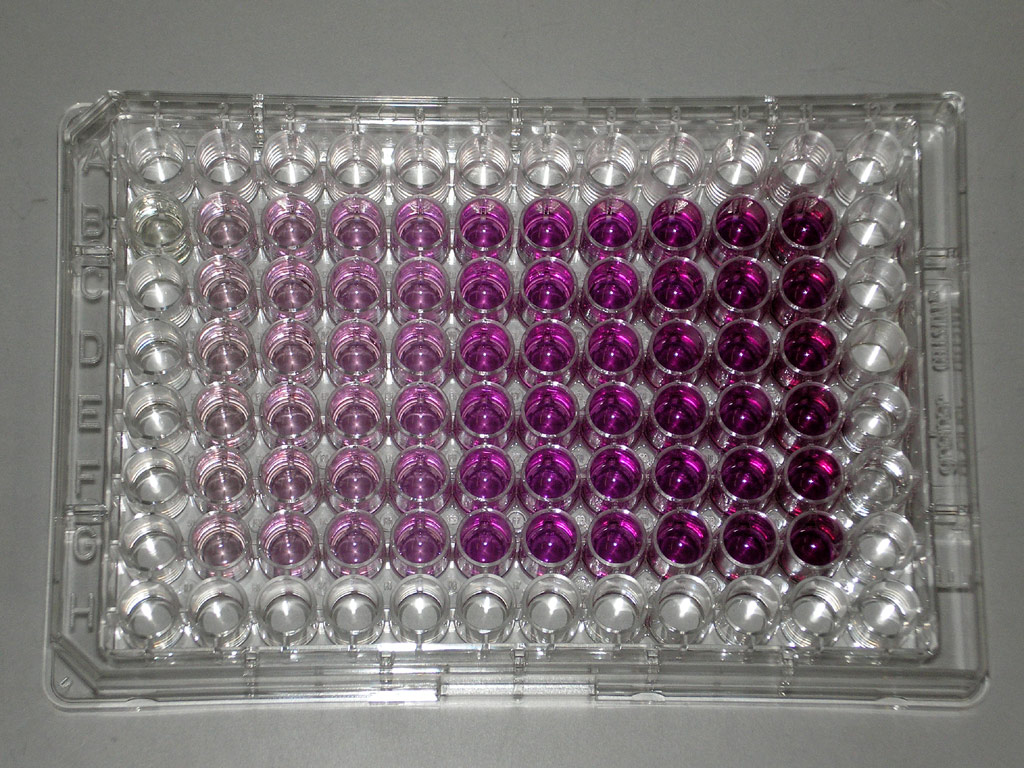
Микротитрационный планшет после МТТ-теста. Увеличенное количество клеток видно по увеличению интенсивности пурпурного окрашивания.

MTT-тест — колориметрический тест для оценки метаболической активности клеток. НАДФ-H-зависимые клеточные оксидоредуктазные ферменты могут, при определенных условиях, отражать количество жизнеспособных клеток. Эти ферменты способны восстанавливать тетразолиевый краситель 3-(4,5-диметилтиазол-2-ил)-2,5-дифенил-тетразолиум бромид в нерастворимый формазан, который имеет пурпурное окрашивание. Другие близкородственные тетразолиевые красители: XTT, MTS и WST, которые используются в связи с промежуточным электроноакцептором, 1-метокси-феназин-метосульфатом (PMS). С WST-1, который не проникает в клетки, восстановление происходит вне клетки посредством транспорта электронов через клеточную оболочку. Тетразолиевые красители могут также быть использованы для измерения цитотоксичности (потери живых клеток) или цитостатической активности (сдвиг от пролиферации к состоянию покоя) потенциальных лекарственных агентов и токсичных веществ. MTT-тесты обычно выполняются в темноте, так как реагенты MTT чувствительны к свету.

## MTT и связанные тетразолиевые соли
MTT — жёлтый тетразол, восстанавливается в пурпурный формазан в живых клетках. Растворяющий компонент (обычно либо диметилсульфоксида, кислотный раствор этанола или раствор детергента лаурилсульфата натрия (SLS) или додецилсульфат натрия (SDS) в разбавленной соляной кислоте) добавляется, чтобы перевести нерастворимый пурпурный формазан в цветной раствор. Коэффициент поглощения этого цветного раствора может быть выражен количественно путём измерения при определенной длине волны (обычно между 500 и 600 нм) методом спектрофотометрии. Степень поглощения света зависит от растворителя.
XTT (2,3-бис-(2-метокси-4-нитро-5-сульфофенил)-2H-тетразолиум-5-карбоксанилид) был предложен в качестве замены MTT, давая бо́льшую чувствительность и более высокий динамический диапазон. Образующийся формазановый краситель растворим в воде, это позволяет избежать последнюю стадию растворения.
Растворимые в воде соли тетразолиума — более поздние альтернативы MTT: они были разработаны путём введения позитивного или негативного заряда и гидроксильных групп в бензольное кольцо тетразолиевой соли или, ещё лучше, сульфонатных групп, которые добавляют бензольное кольцо прямо или опосредованно.
MTS (3-(4,5-диметилтиазол-2-ил)-5-(3-карбоксиметоксифенил)-2-(4-сульфофенил)-2H-тетразолиум), в присутствии феназина метосульфата (англ. PMS) производит формазановый продукт с максимумом поглощения при 490—500 нм в фосфатном буферном солевом растворе. MTS-тест часто описывается как 'одноступенчатый' MTT-тест, в котором удобно добавлять реагент непосредственно в культуру клеток без периодичных стадий в тесте MTT. Однако это удобство делает MTS-тест чувствительным к помехам в колориметрическом анализе, так как периодические стадии в MTT-тесте позволяют удалить следы окрашенных веществ, в то время как они остаются на микротитрационном планшете в одноступенчатом тесте MTS. Необходимо соблюдать осторожность, чтобы убедиться в аккуратности использования этого метод. Это достаточно важные аргументы для подтверждения результатов MTS, используя качественное наблюдение под микроскопом. (Это замечание, однако, релевантно для всех колориметрических тестов.)
WSTs (англ. Water-soluble Tetrazolium salts, Водорастворимые тетразолиевые соли) — группа других водорастворимых красителей для теста МТТ, разработанная с тем, чтобы давать другие спектры поглощения получаемых формазанов. WST-1 и особенно WST-8 (2-(2-метокси-4-нитропентил)-3-(4-нитропентил)-5-(2,4-дисульфофенил)-2H-тетразолиум) имеют преимущества перед МТТ в том, что они восстанавливаются вне клеток, соединяются с медиатором электронов PMS и формируют водорастворимый формазан. Наконец, WST-тесты (1) могут быть прочитаны сразу же (в отличие от MTT-тестов, которые требуют стадию растворения), (2) дают более эффективный сигнал, чем MTT, и (3) уменьшают токсичность для клеток (в отличие от проницаемого для клеток MTT, и его нерастворимого формазана, который накапливается внутри клеток).

## Значение МТТ-теста
Восстановление тетразолиевого красителя зависит от НАДФ-H-зависимых оксидоредуктазных ферментов большей частью в цитозоли клетки. Поэтому восстановление МТТ и других тетразолиевых красителей зависит от клеточной метаболической активности из-за тока НАДФ-H. Клетки с низким уровнем метаболизма, как, например, тимоциты (клетки вилочковой железы) и селезёночные макрофаги восстанавливают очень мало MTT. Напротив, быстро делящиеся клетки показывают высокую степень восстановления MTT. Важно помнить, что условия проведения теста могут изменять метаболическую активность и таким образом восстановление тетразолиевых красителей без влияния на жизнеспособность клетки. Кроме того, механизм восстановления тетразолиевых красителей, то есть внутриклеточный (MTT, MTS) по сравнению с внеклеточным (WST-1), также определяет количество продукта.
При заселении исследуемыми клетками пористых материалов на результаты МТТ-теста может оказывать влияние толщина таких материалов.